# Conomorium cuneae
Conomorium cuneae is een vliesvleugelig insect uit de familie Pteromalidae. De wetenschappelijke naam is voor het eerst geldig gepubliceerd in 2004 door Yang & Baur.